# Фергуссон
Фе́ргуссон (англ. Fergusson Island) — вулканический остров в Соломоновом море, главный остров архипелага Д’Антркасто. Остров вытянут в длину в направлении северо-запад — юго-восток на 64 км, при ширине 7 — 30 км. Площадь острова — 1436,7 км², протяжённость береговой линии — 225 км. Административно относятся к провинции Милн-Бей региона Папуа. Главным населённым пунктом острова является Саламо.

## География

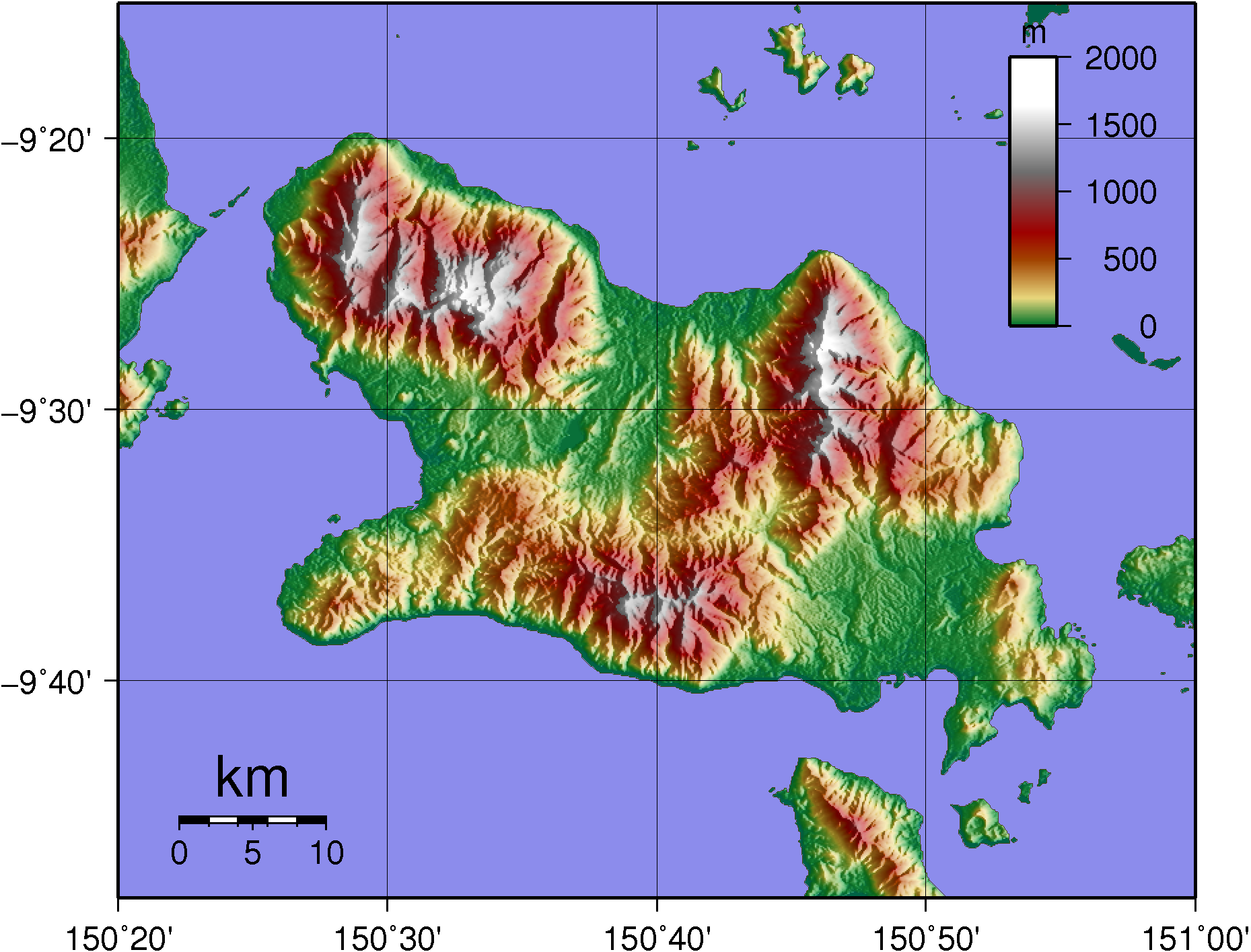
Карта острова Фергуссон

Остров расположен в центре архипелага Д’Антркасто. Ближайшие острова — Гуденаф (отделён от него проливом Морсби, шириной около 4 км), Норманби, Добу (отделены от него проливом Доусон, шириной около 3 км), Санароа, группа Амфлетт (в 10 км севернее). Береговая линия сильно изрезана. Наибольшие заливы — Хьюз (на севере острова), Сеймур (на западе), Гомва и Нуманума (на юге). Рельеф острова преимущественно гористый. Хороша развита гидрографическая сеть: многочисленны реки (наибольшие Бамаи, Саламо и Асапои) и озёра (наибольшее Лаву, площадью 1600 га. Местность вокруг озера площадью 5000 га является заповедником). Побережье местами заболочено. Во многих местах подход к острову закрыт рифами.
Остров Фергуссон возник в результате столкновения Тихоокеанской и Индо-Австралийской плит около 5 млн лет назад. Геологически он представляет собой глыбу сложенную породами мелового возраста, прорванными плиоценовой грано-диоритовой интрузией. По краям глыбы расположены три плейстоцен-голоценовых вулкана. На юго-западе острова, на берегу залива Сеймур — вулкан Какула, диаметром около 5 км и высотой 610 м. Образует плато, сложенное риолитами и обсидианами c сольфатарным полем Джамелеле. На востоке острова — кратер Ламонаи, высотой 490 м и диаметром около 2 км. Проявляет фумарольную активность. На юго-востоке острова — кратеру Оиуа, высотой 370 м и диаметром около 1 км. Последнее извержение произошло около 1350 года. У южного подножия имеются сольфатары Дейдей. Вулкан проявляет фумарольную активность. Наивысшей точкой острова является гора Килкерран, высотой 2073 м, расположенная у побережья залива Хьюз.
Климат острова тропический муссонный с большим количеством осадков (дождливый период — март—октябрь) и незначительным колебанием температуры в течение года. Остров покрыт первичными влажными тропическими лесами. Флора и фауна очень разнообразна, есть несколько эндемичных видов (лат. Dactylopsila tatei — полосатый опоссум острова Фергуссон и другие), фазановый голубь.

## История
Первым европейцем посетившим остров стал английский капитан Джон Морсби. Он посетил этот остров в 1873 году и назвал в честь Джеймса Фергюссона, который в 1873—74 годах был губернатором Новой Зеландии.

## Население

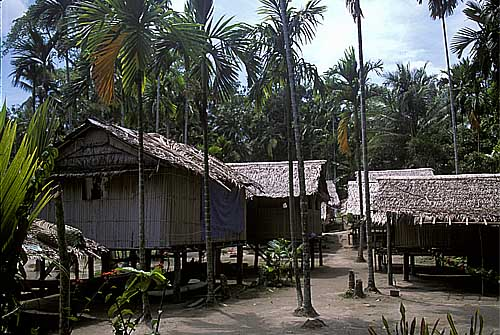
Деревня на острове Фергуссон

По данным переписи 1971 года на острове проживало 13 000 человек. Крупнейшим населённым пунктом является посёлок Саламо, расположенный на юго-востоке острова. Островитяне говорят на 9 местных языках: Боселева, Буаидока, Добу, Галейя, Иамалеле, Колувауа, Маиадому, Минавеха и Молима.

## Экономика
Основой экономики острова традиционно является сельское хозяйство. В середине 1990-х годов были открыты два месторождения золота и серебра: Уаполу (северо-западная часть острова) и Гамета (у мыса Виналл). Содержание золота в породах находится в пределах 1,07 — 2,97 г/т, серебра 4,3 — 34,5 г/т.